# Transparency International

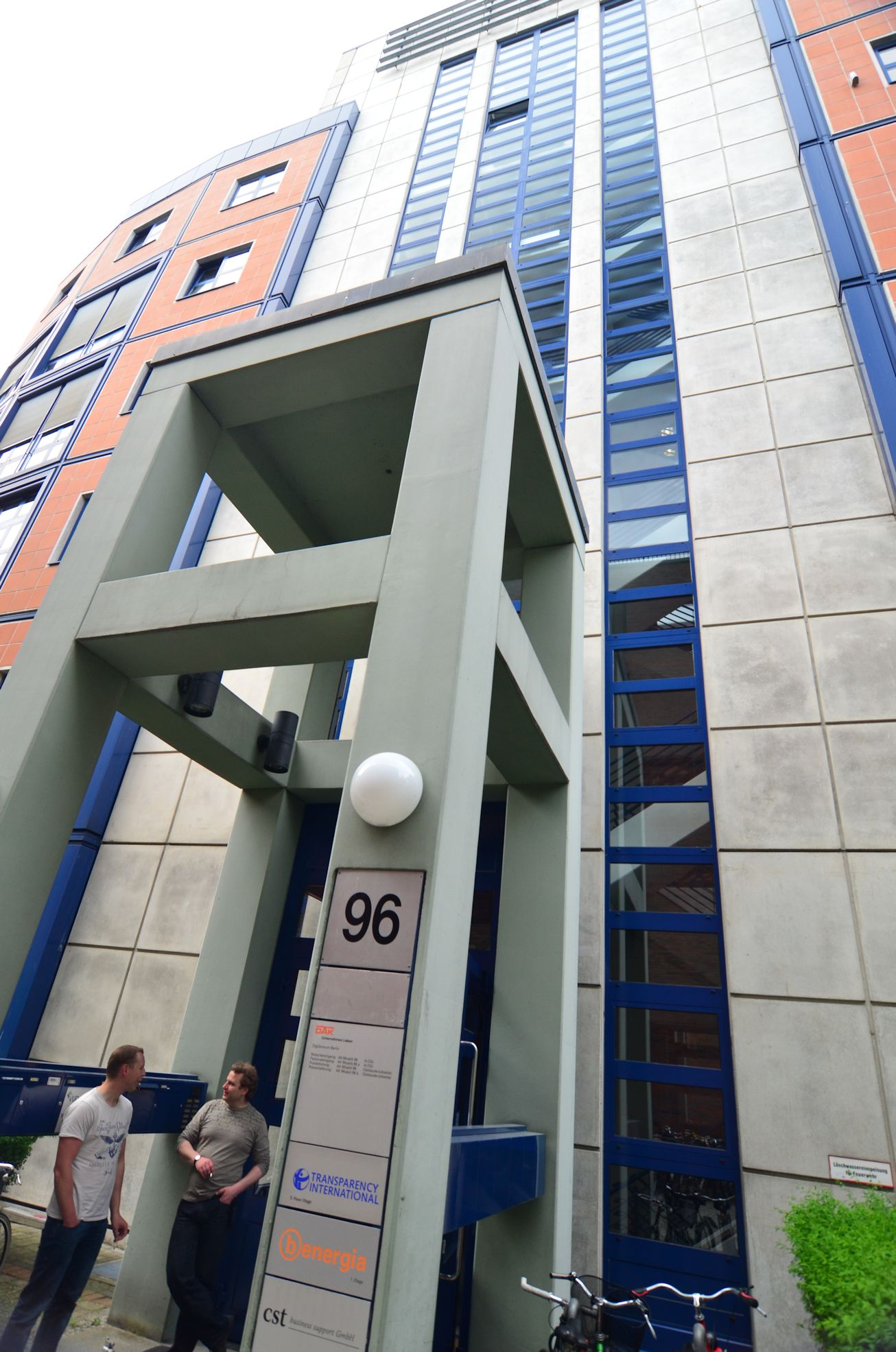

Transparency International (TI) je mezinárodní nezisková nevládní organizace bojující proti korupci, kterou definuje jako zneužití postavení k vlastnímu prospěchu. TI také podporuje změny k větší integritě v hospodářství, politice a společnosti.

## Historie
TI vznikla v roce 1993 jako nezisková organizace se sídlem v Německu. Spolu s dalšími ji založil Peter Eigen, bývalý vyšší funkcionář Světové banky, z které odešel, neboť odmítala zabývat se korupcí běžnou v mnoha zemích, v kterých Světová banka byla aktivní. Dnes TI funguje jako sdružení více než 80 národních poboček, řízených mezinárodním sekretariátem v Berlíně.
6. března 2023 byla Transparency International prohlášena v Rusku za nežádoucí organizaci.

## Aktivity
TI vydává každoroční žebříček o stupni korupce v jednotlivých zemích – Index vnímání korupce / Corruption Perceptions Index (CPI).
Tento žebříček je kritiky považován za neobjektivní, neboť je založen na výzkumech veřejného mínění, které popisují pouze subjektivní dojmy, nikoli fakta. Podle kritiků je již samotná idea porovnání korupce v různých zemích problematická, neboť definice korupčního jednání se v různých jurisdikcích liší. TI na takové kritiky odpovídá, že používá vědeckých metodik komparatistiky, tak jak ji vyvinuly během posledního půlstoletí renomované instituty po celém světě. Dále, že jde právě i o to, korupci měřit stejnými měřítky, a zejména o to, spojit síly k prosazení integrity.

### Česko (TI ČR)
Transparency International – Česká republika, o.p.s. (TI ČR, TI CZ) je česká kancelář mezinárodní protikorupční nevládní organizace Transparency International, působící v České republice od roku 1998, jejímž posláním je mapovat stav korupce a svou činností přispívat k jejímu omezování.

#### Vedení
Zakladatelkou a první šéfkou Správní rady TI ČR byla Marie Bohatá (do povolání na viceředitelství Eurostatu v roce 2004), po ní Adriana Krnáčová (výkonná ředitelka, 2001-07). Od ledna 2008 do listopadu 2020 byl ředitelem David Ondráčka (2008-20 výkonný ředitel). Od listopadu 2020 je ředitelem Petr Leyer, od srpna 2024 David Kotora.